# Myxilla crucifera
Myxilla crucifera är en svampdjursart som beskrevs av Wilson 1925. Myxilla crucifera ingår i släktet Myxilla och familjen Myxillidae.
Artens utbredningsområde är Filippinerna. Inga underarter finns listade i Catalogue of Life.